# Hieronymiella
Hieronymiella es un género  de plantas herbáceas, perennes y bulbosas perteneciente a la familia Amaryllidaceae. Comprende 8 especies.
Es originario del sur de Bolivia al norte de Argentina.

## Taxonomía
El género fue descrito en 1890 y publicado en Botanische Jahrbücher für Systematik, Pflanzengeschichte und Pflanzengeographie 11: 327. 1890. por el botánico alemán Ferdinand Albin Pax  estudiando un ejemplar de herbario que fue colectado por Pablo G. Lorentz (1835-1881) en 1872, en la provincia argentina de Catamarca. 

## Especies aceptadas
A continuación se brinda un listado de las especies del género Hieronymiella aceptadas hasta agosto de 2015, ordenadas alfabéticamente. Para cada una se indica el nombre binomial seguido del autor, abreviado según las convenciones y usos.
- Hieronymiella angustissima Ravenna
- Hieronymiella argentina (Pax) Hunz. & S.C.Arroyo
- Hieronymiella aurea Ravenna
- Hieronymiella Bedelarii R. Lara & H. Huaylla, spec. nov Archivado el 5 de noviembre de 2016 en Wayback Machine..
- Hieronymiella cachiensis Ravenna
- Hieronymiella clidanthoides Pax.
- Hieronymiella peruviana
- Hieronymiella pamiana (Stapf) Hunz.
- Hieronymiella speciosa (R.E.Fr.) Hunz.
- Hieronymiella tarijensis (Fernández Casas & R. Lara) Fernández casas & R. Lara Archivado el 5 de noviembre de 2016 en Wayback Machine.
- Hieronymiella vittata Ravenna